# Spetsnate
Spetsnate (Potamogeton acutifolius) är en nateväxtart som beskrevs av Heinrich Friedrich Link. Spetsnate ingår i släktet natar, och familjen nateväxter. Enligt den svenska rödlistan är arten starkt hotad i Sverige. Arten förekommer i Götaland och Svealand. Artens livsmiljö är sjöar och vattendrag, jordbrukslandskap.
Spetsnate är värmekrävande och växer i näringsrikt sötvatten, gärna i människoskapade småvatten och diken (4). Den förekommer i Skåne, Småland, Göteborgsområdet, Västergötland, Östergötland, Närke, Södermanland, Uppland och Västmanland men har minskat kraftigt överallt. Övergödning och igenväxning är två stora hot för arten. Många lokaler är av tillfällig natur och förekomsten av spetsnate kan variera starkt från år till år.
Spetsnate har 5–13 cm långa, bandlika ljusgröna blad med en lång karakteristisk spets. Namnet acutifolius kommer av latinets acutus (vass) och folium (blad) och betyder ungefär ”med spetsiga blad”. Bladen är 2–3 mm breda med tre tydliga huvudnerver och många fina nerver. Storlek: 30–60 cm.

## Bildgalleri

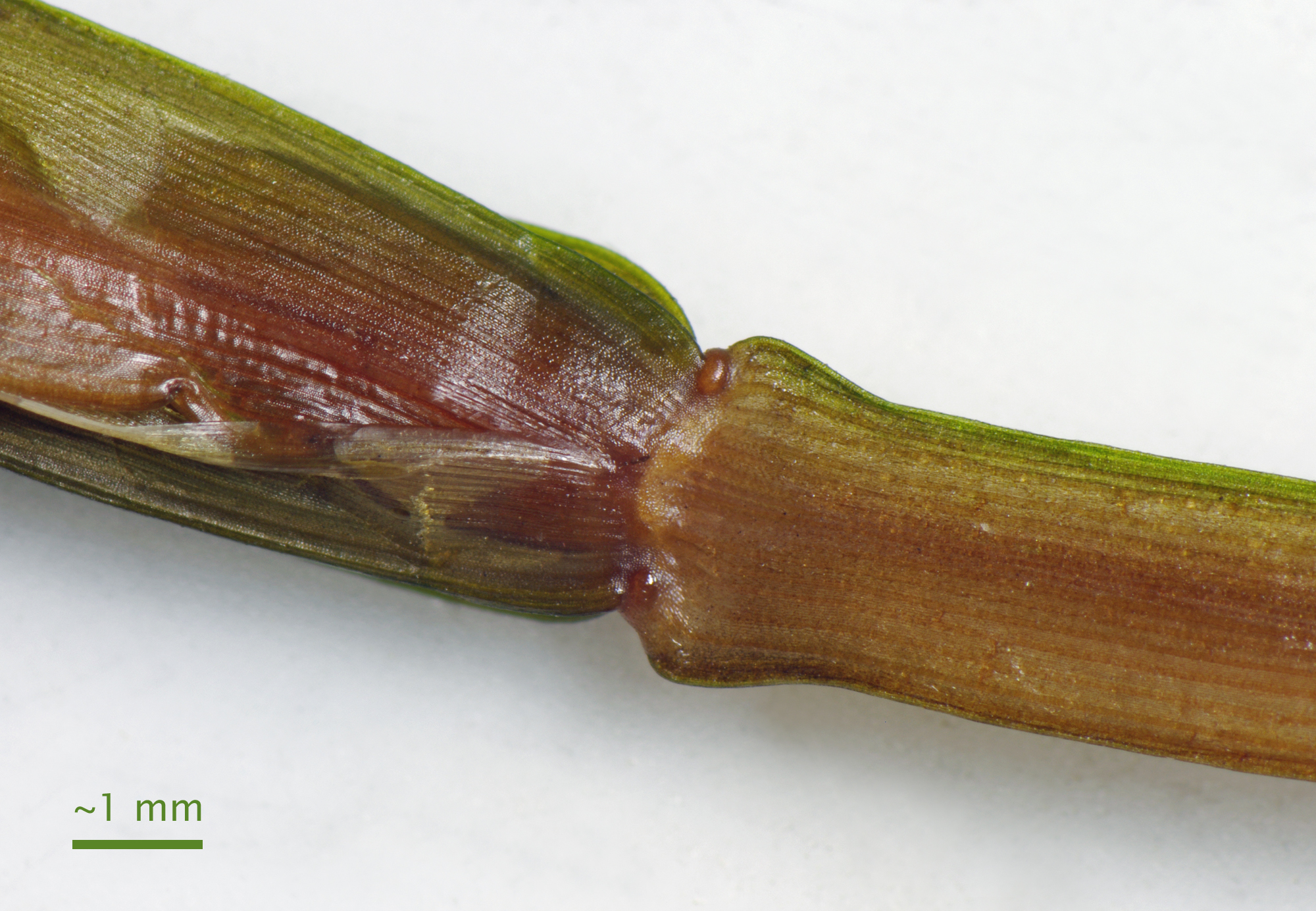